# Gilbert White
Gilbert White (18 de julio de 1720 - 26 de junio de 1793) fue un pionero en los campos del estudio de la naturaleza y la ornitología.

## Biografía
White nació en Selborne en Hampshire. Fue educado por un tutor privado en Basingstoke antes de ir al Oriel College, Oxford. White obtuvo las órdenes de diácono en 1747 y llegó a vicario de Moreton Pinkney en Northamptonshire. Posteriormente llegó a ser coadjutor de Farringdon en Hampshire, la parroquia adyacente a Selborne y volvió a su casa familiar. En 1784, se convirtió en el coadjutor de Selborne permaneciendo allí hasta su muerte. Habiendo estudiado en Oriel a instancias de su tío, no era posible que pudiera conseguir la residencia permanente en Selborne.

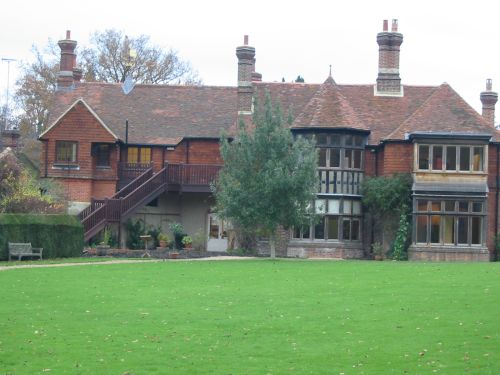
La casa de Gilbert White, en Selborne.

White es considerado como el primer ecólogo de Inglaterra. En 1770 dijo acerca de la lombriz de tierra:
"Aunque las lombrices sean en apariencia un pequeño y despreciable eslabón de la cadena de la naturaleza, si desaparecieran, provocarían un lamentable abismo [...] los gusanos promueven la vegetación, que apenas podría sobrevivir sin ellos..." 
White es conocido por su The Natural History and Antiquities of Selborne (1789). Esta obra es una compilación de cartas a Thomas Pennant, el zoólogo más importante de la época, y también a Daines Barrington, un abogado galés y así mismo miembro de la Royal Society. Estas cartas contienen los descubrimientos de White sobre las aves y animales del entorno de Selborne. White creía en la clasificación de las aves mediante la observación más que mediante la recolección de especímenes.
El estudio de las especies gemelas ha provisto importantes avances a la biología evolutiva, particularmente para comprender el proceso de especiación. Es interesante destacar que el primer par de especies gemelas fue informado en 1768 por Gilbert White (1720-1793) en el género de aves Phylloscopus.
Además de sus publicaciones sobre Historia Natural también fue conocido como poeta.
Su casa en Selborne, The Wakes, ahora alberga el Museo Gilbert White así como el Oates Memorial Museum, en honor de Frank y Lawrence Oates.
Richard Mabey escribió una biografía de White que fue publicada por Ebury Press en 1986 y ganó el Whitbread Biography of the Year award.
- La abreviatura «G.White» se emplea para indicar a Gilbert White como autoridad en la descripción y clasificación científica de los vegetales.[3]